# 대한민국의 건축

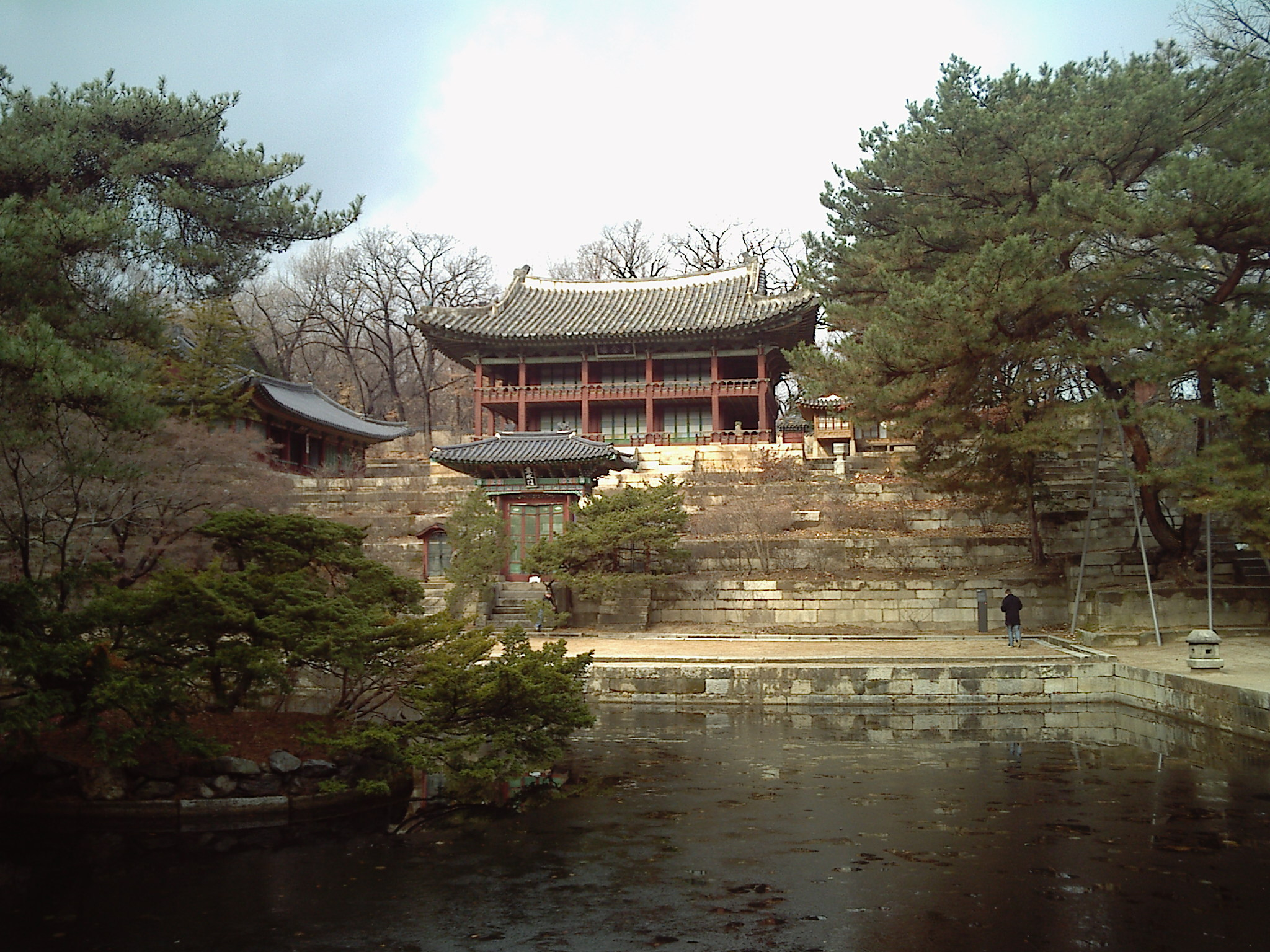
창덕궁

대한민국의 건축은 신석기 시대(기원전 7세기), 삼국시대, 고려, 조선, 일제강점기, 한국전쟁, 근대건축을 포함한 대한민국의 모든 건축을 뜻한다.

## 역사적인 건축물
서울에 위치한 광통관은 한국에서 가장 오래된 은행 건물이며 꾸준히 운영되고 있다. 2001년 3월 5일 도시의 보호 기념물 중 하나로 등록되었다.
조선건축

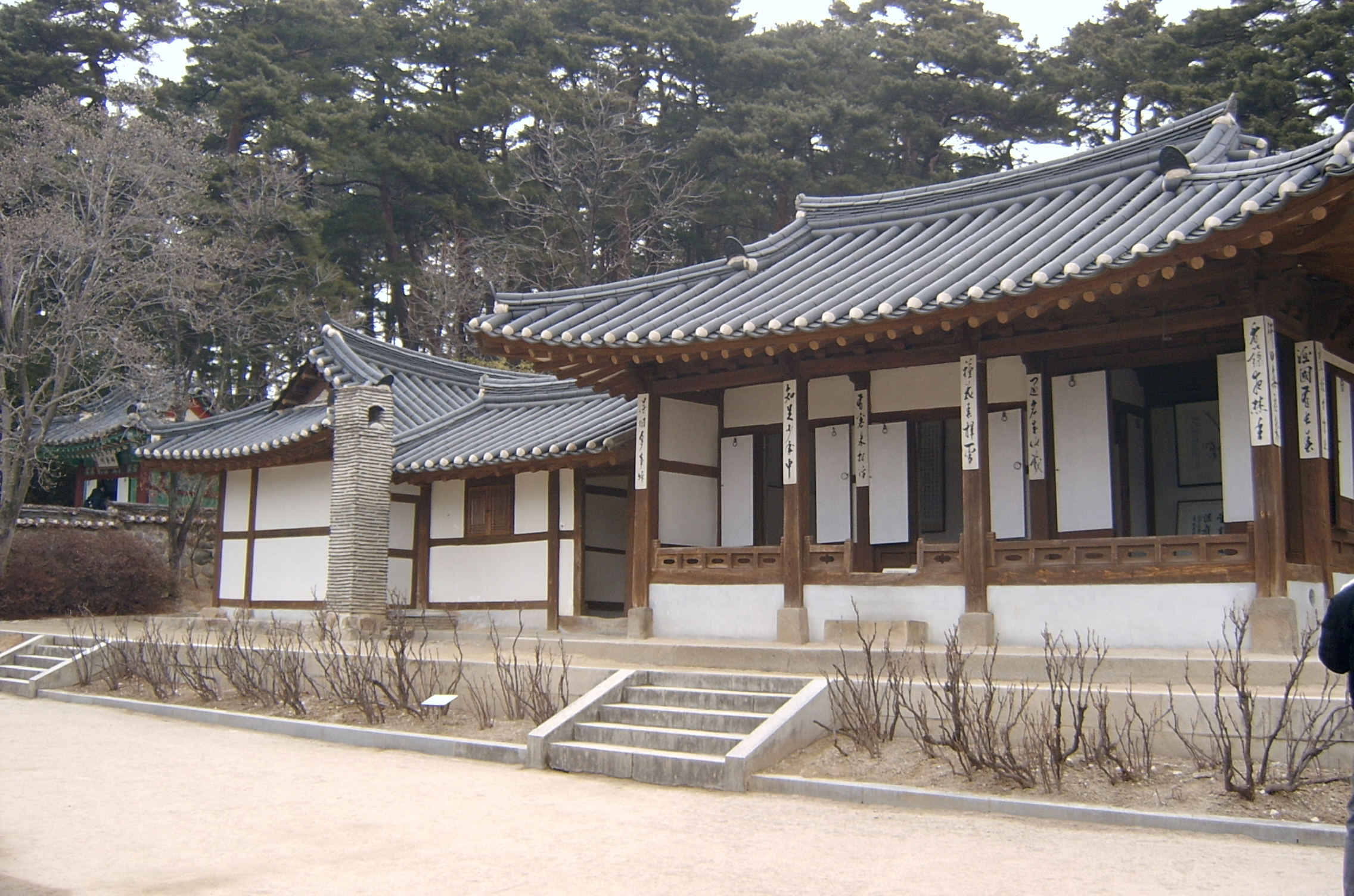
강릉의 전형적인 양반집
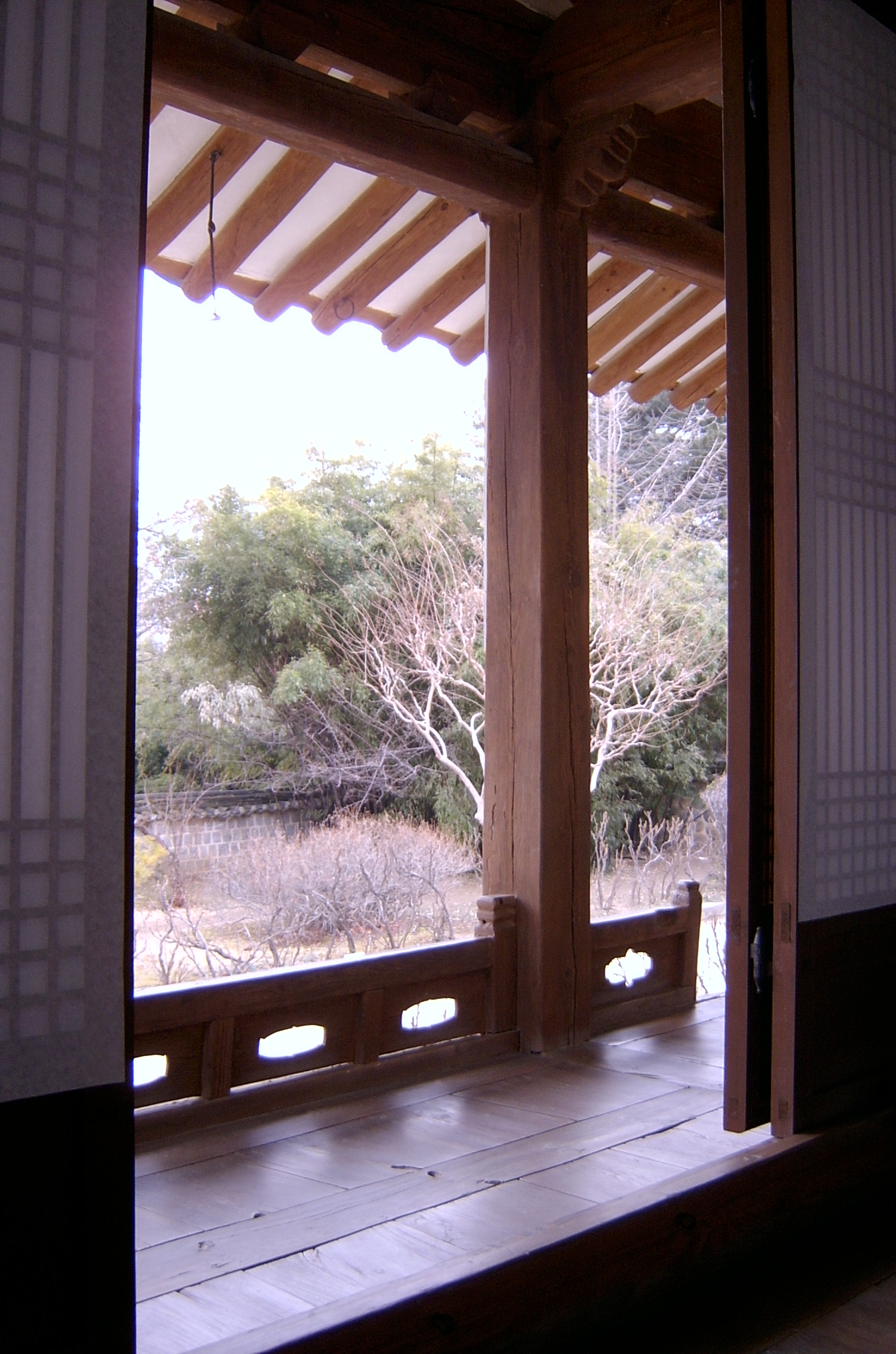
나무와 꽃이 잘 가꾸어진 모습
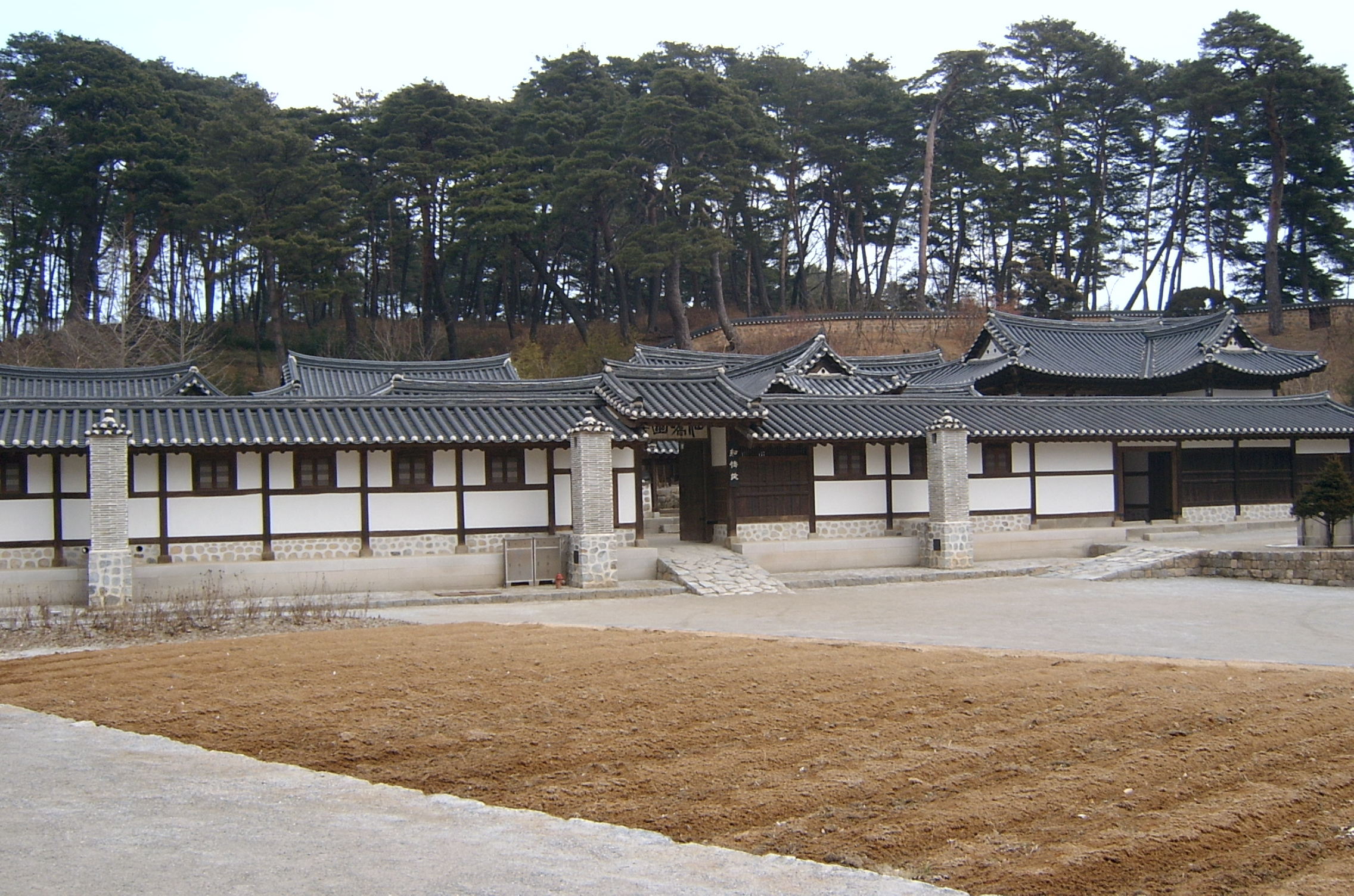
강릉 양반 가문의 장대한 전원주택인 선교장
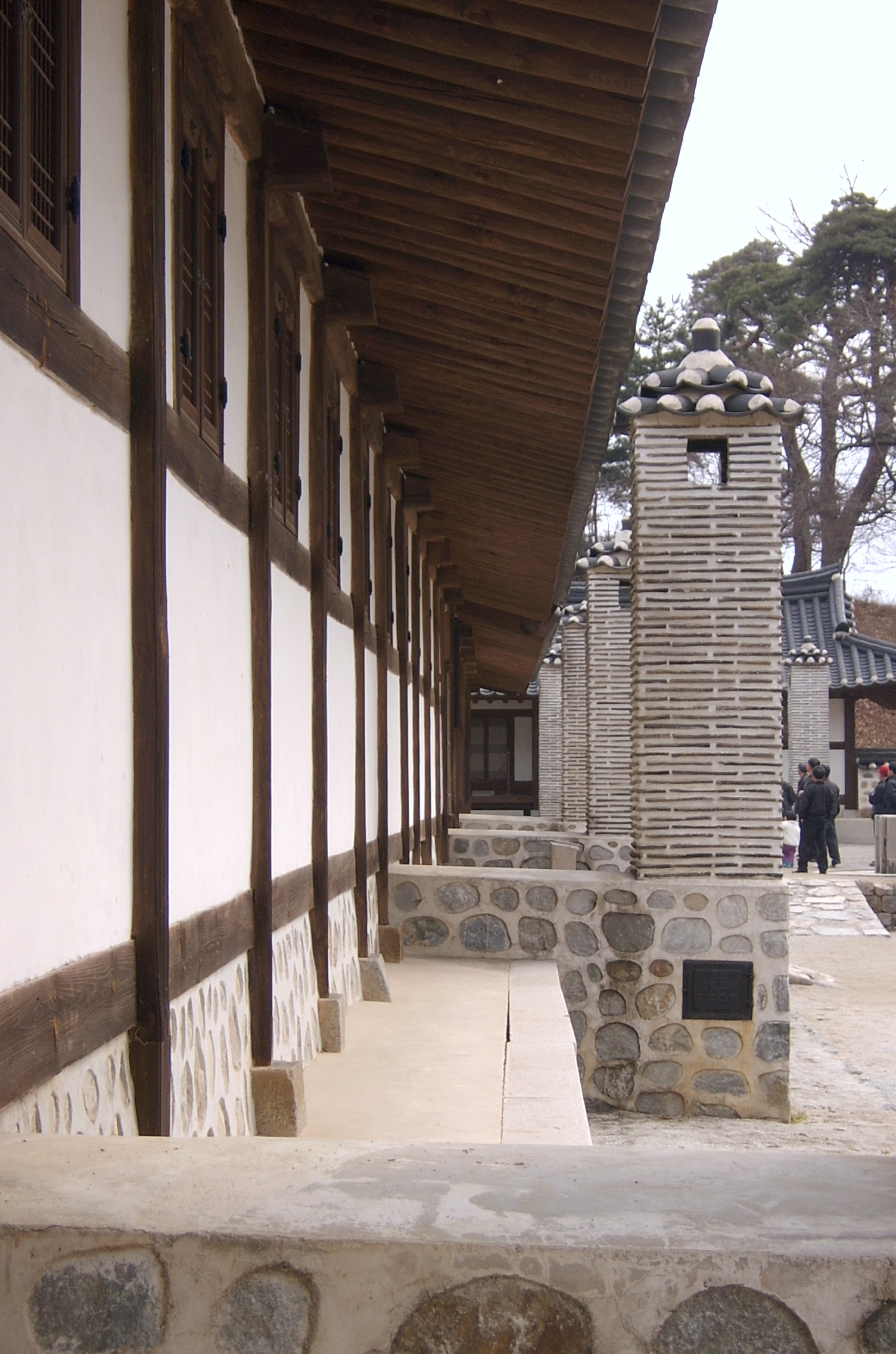
굴뚝의 존재는 다른 아시아 건축물에서는 보기 힘든 한국 건축만의 독특한 특징이다.
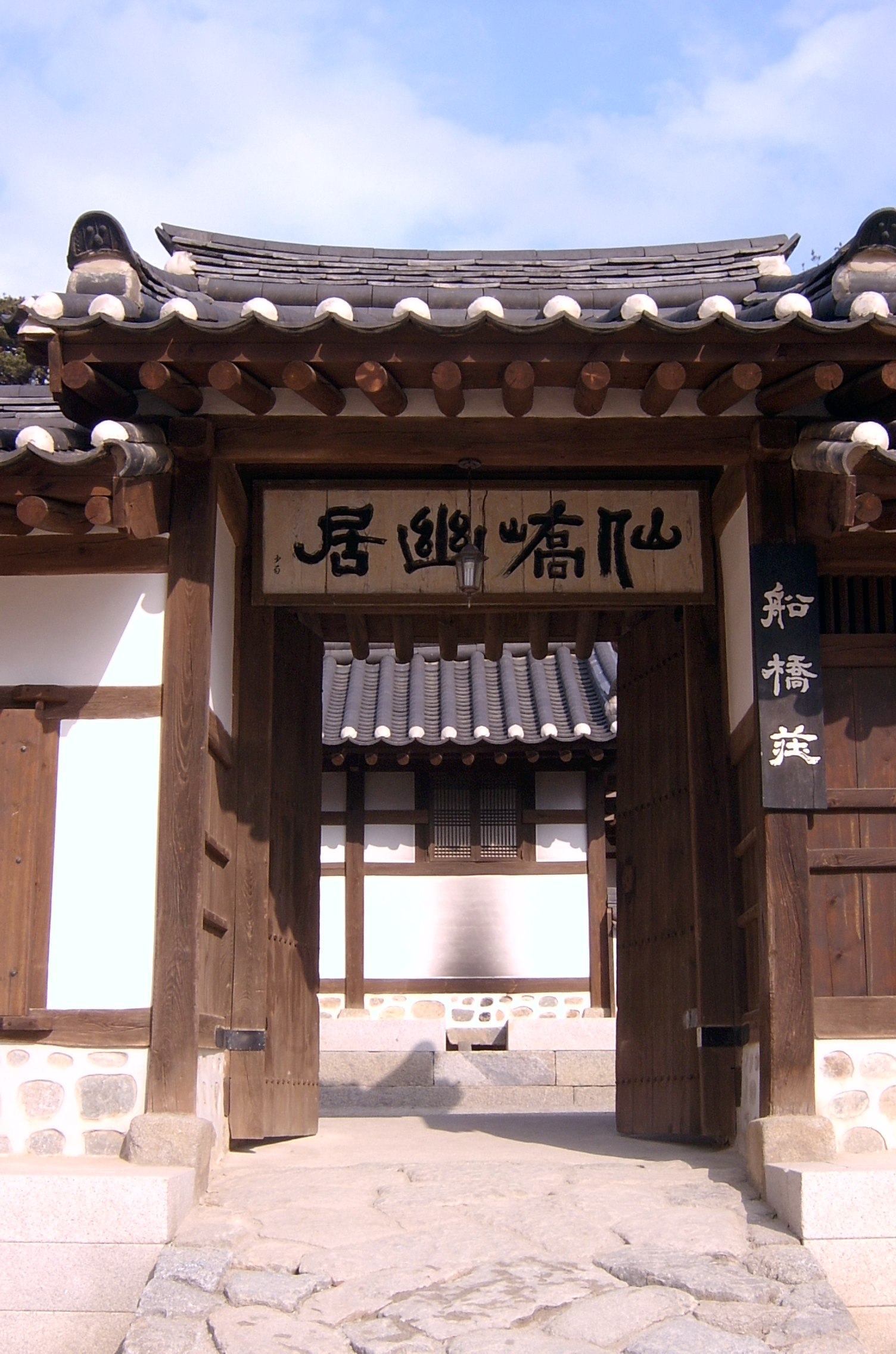
집 입구
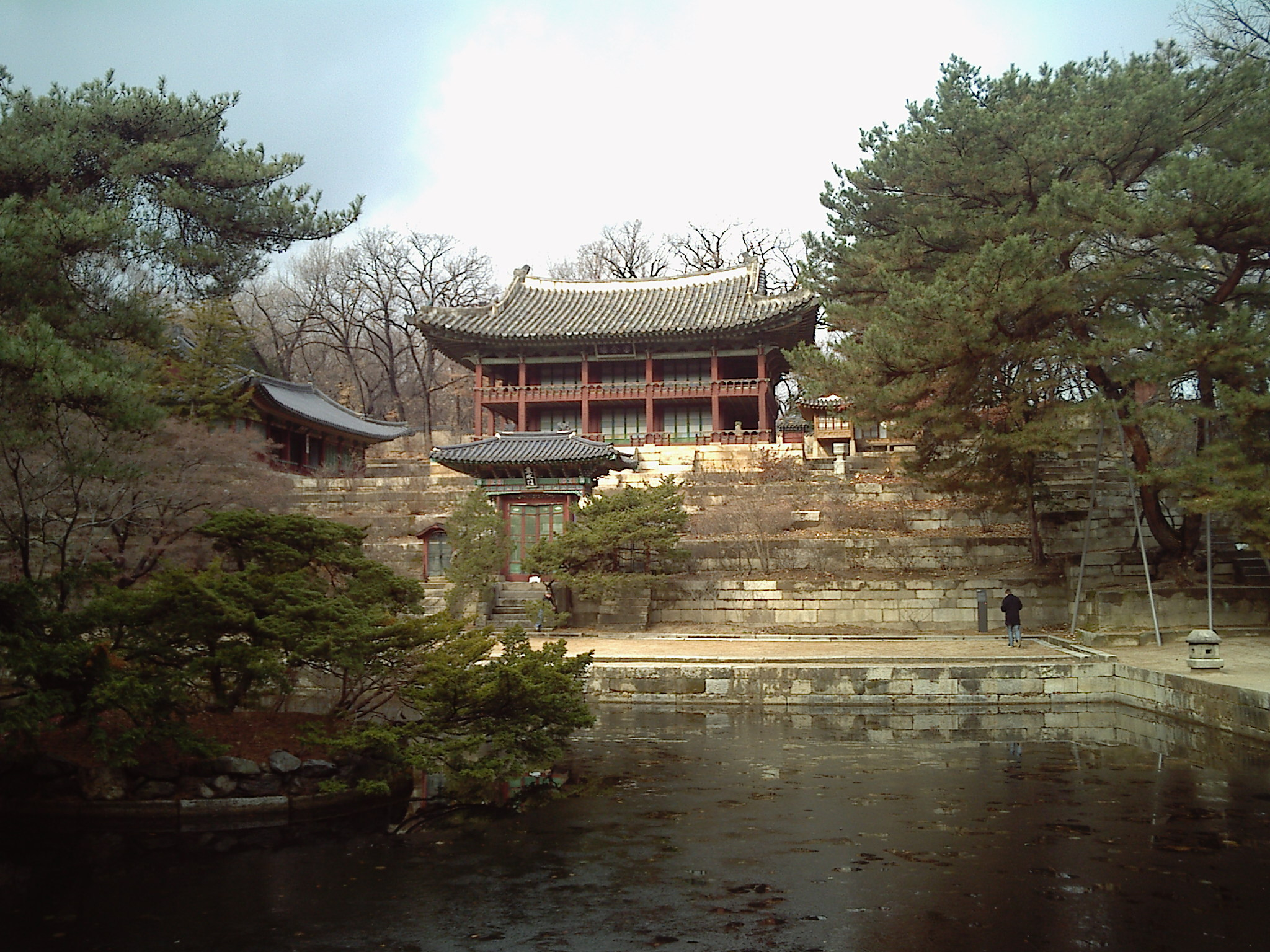
창덕궁
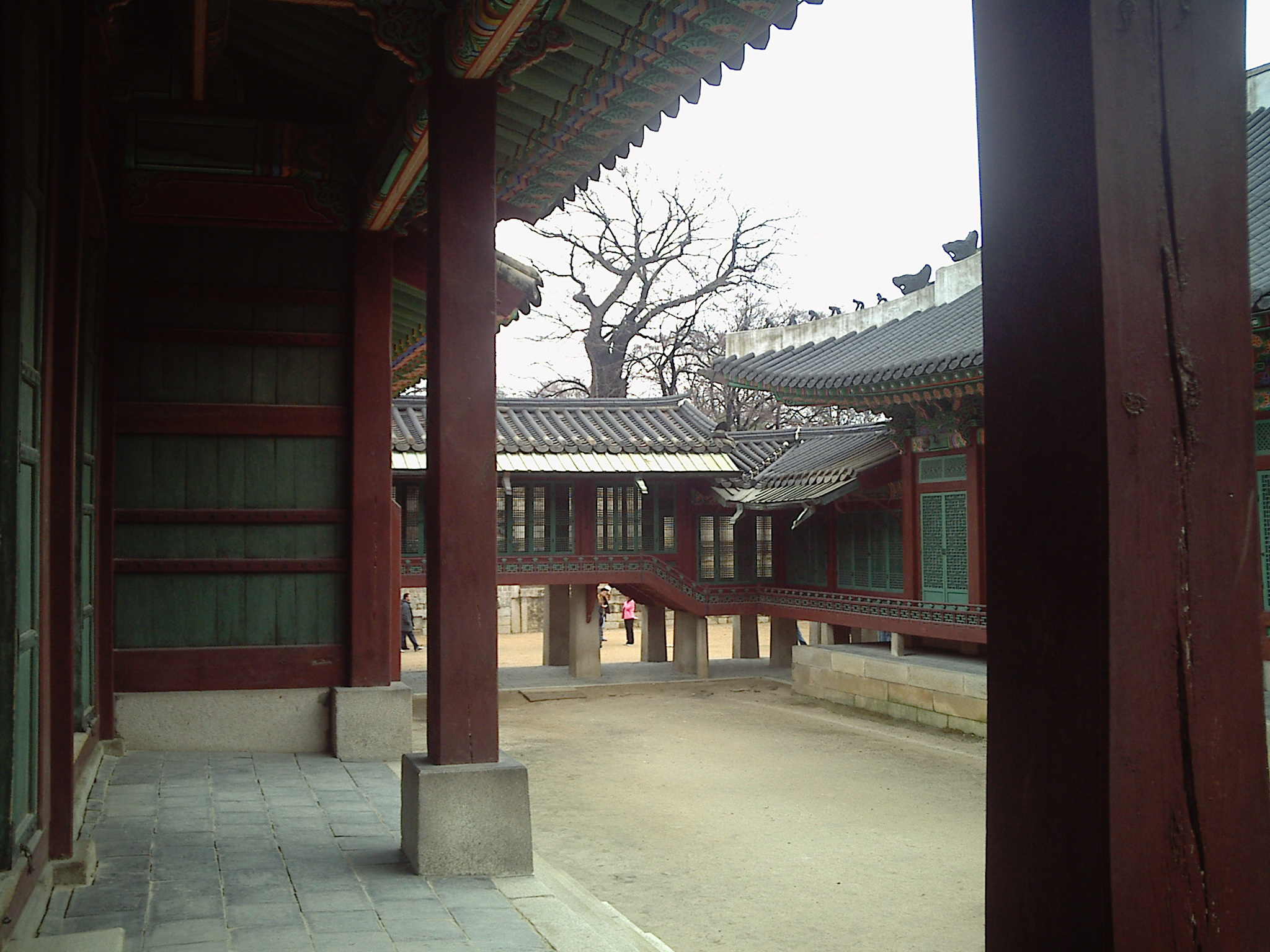
창덕궁의 또 다른 정자
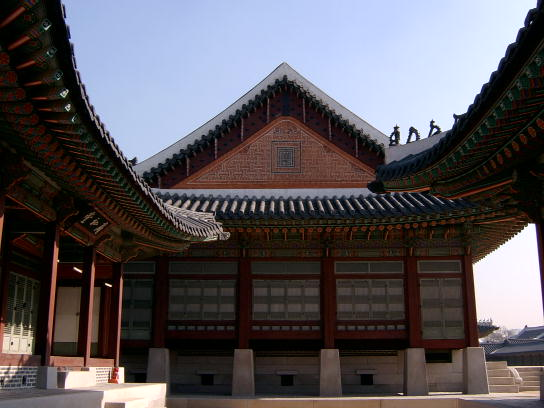
경복궁

## 분단 이후
한국의 건축 기술에 비해 발달되고 효율적인 미국 모델은 전통적인 건물, 건축 기법, 현지 자재 사용 및 현지 토속 스타일을 유지하는 토목 및 농촌 건축과 함께 중요한 한국의 새로운 건물에 중요한 영향을 미쳤다. 착취적 식민화와 내전으로 황폐해진 나라를 재건해야 한다는 실용적인 필요성으로 인해 특별한 스타일이 없는 임시 건물이 반복적으로 확장되고 단순하고 값싼 소모성 건물의 공장 시스템이 탄생했다. 1950년대 중반, 농촌 지역은 자금이 부족했고, 도시 지역이 넘쳐났고, 도시 스프롤 현상이 두드러지게 중요한 건물을 지을 돈이 거의 없이 시작되었다.

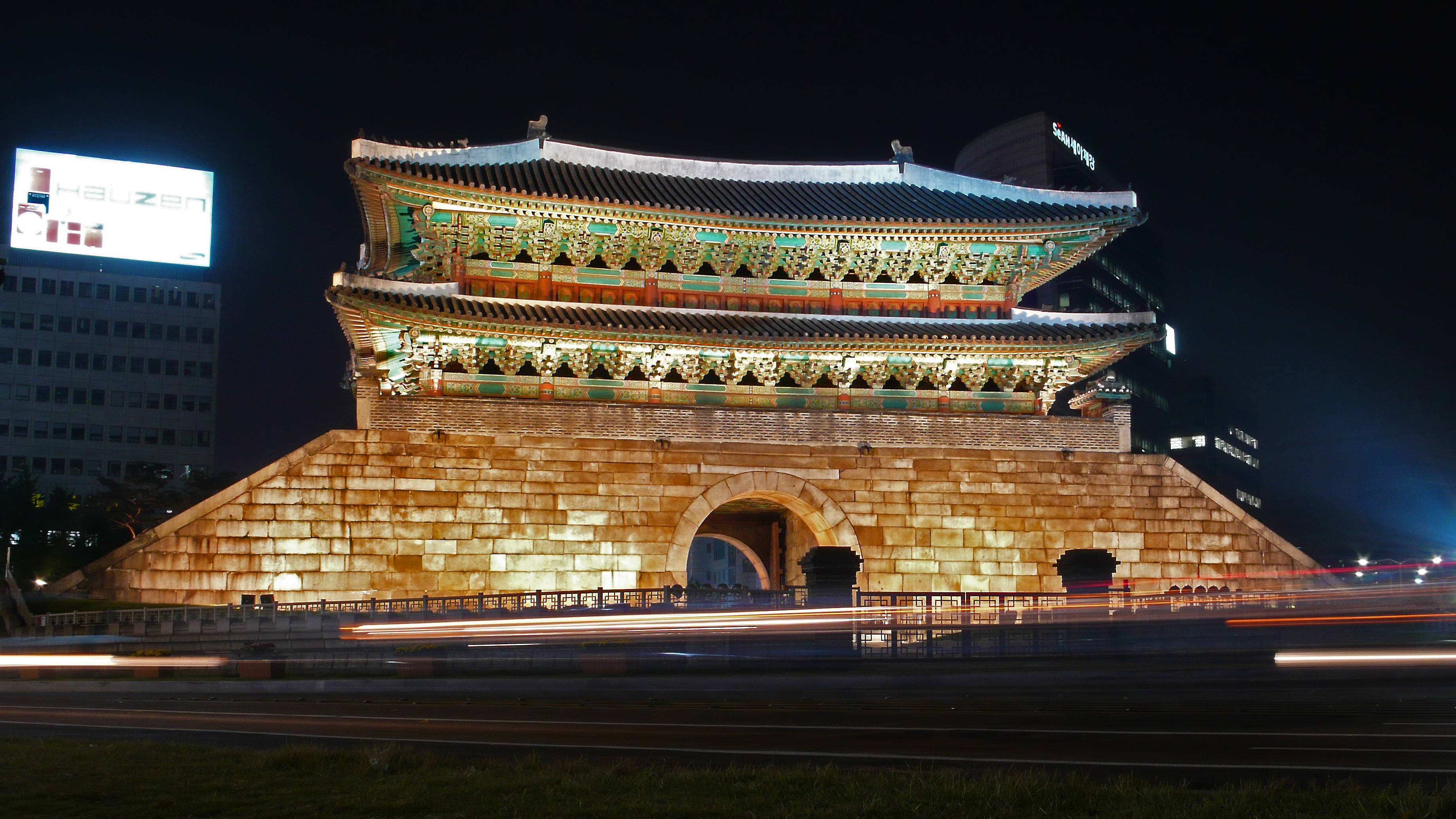
숭례문의 야경

돈과 수요가 허용하는 한 건물은 최대한 빨리 지어졌지만 그 안에 개인의 정체성은 없었다. 건축가는 대부분 미국에서 훈련 받았으며, 지역 사회의 외관과 느낌에 크게 의지하지 않고 미국의 디자인, 관점, 방법을 가져 왔다. 노동자의 주거 수요가 증가함에 따라 전통적인 한옥 마을은 파괴되고 수백 채의 단순한 값싼 아파트가 매우 빠르게 지어졌으며 도심 주변의 베드타운은 회사 주택으로 성장, 건설되었고 자금이 조달되었다. 미적 감각을 보이려는 노력은 거의 없었다.
단순한 고속 주택에 대한 이러한 절박함으로 인해 대부분의 한국 도심을 특색이 없는 상태로 만들었다. 일과 생활을 위한 둔탁한 콘크리트 타워가 줄지어 늘어서 있고 값싼 자재로 재건된 지역 이웃으로 구성되어 있다. 계획이 가능했다면 계획을 위한 시도가 거의 또는 전혀 이루어지지 않았다. 시골에서는 전통적인 건축이 계속되었다.
1980년대까지만 해도, 한국에는 건축이 있었지만 전통 건물들을 포함한 건물들은 미적 감각이 부족하고 디자인 감각이 제한적이며 이웃이나 문화에 통합되지 않았다. 한국이 스포츠 문화를 통해 세계로 진출하면서 기능성이 한계에 이르렀다는 인식이 빠르게 다가왔다. 스포츠 건축이 한국식으로 바뀌기 시작했다.

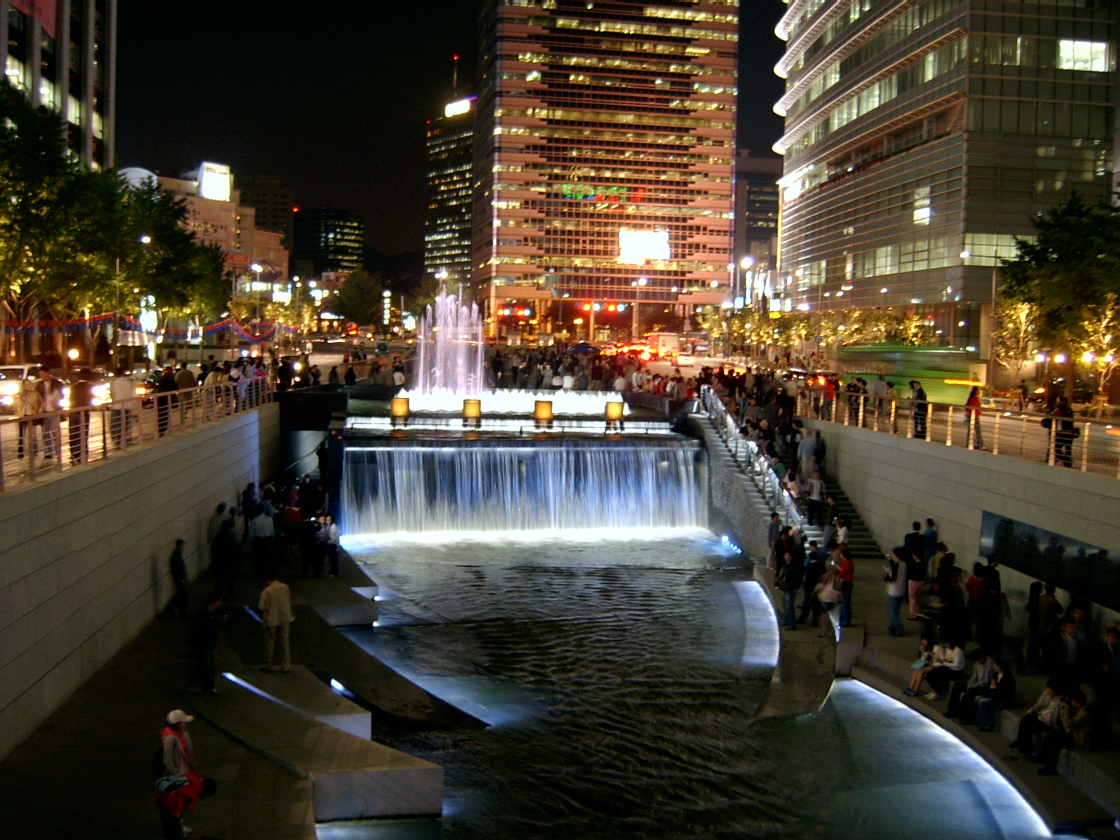
밤의 청계천
서울타워

## 스포츠 건축
한국은 1986년 아시안 게임과 1988년 올림픽에서 우승하면서 새로운 건축 활동의 물결을 일으켰다. 한국을 전 세계적으로 마케팅하기 위해 국제적인 건축가들은 디자인을 제출하도록 장려했다. 더불어 스파르타의 실용성보다 스타일과 형태를 우선시하기 시작한 현대 건축에 대한 대안 개념을 도입했다. 역사적으로 스포츠 건축은 한국에서 가장 많은 돈을 투자하고 가장 큰 형태의 정체성 표현을 차지했다. 대한민국을 스포츠의 메카로 규정하는 데 수십억 원의 비용이 투입되었고, 건축이 앞서기 시작했다.
북한에서와 마찬가지로 남한에서 가장 큰 프로젝트들은 대부분 정부가 후원하는 작업이었다. 대신 개방된 공간이 아닌 밀폐된 공간에서 작업했으며 주로 엄청나게 비싼 스포츠 건축물에 보조금을 지급한 주에서 엄청난 양의 밀폐된 공간에서 작업했다. 1980년대 이후 한국은 아시안게임 (1986), 올림픽(1988), 2002 월드컵 경기장 등 스포츠에 의해 주도된 가장 유명한 건축 작품과 마케팅 목적으로 자체적으로 스포츠 팀을 소유했던 삼성 그룹과 같은 재벌들의 큰 지원을 받았다.
이 시기의 중요한 건축가들과 그들의 작품들은 종종 한국의 아틀리에 스타일의 건축협동조합 한국스페이스그룹이 주도하였다.
- 박길룡
- 김중업 - 프랑스에서 훈련을 받고 올림픽 기념문/세계 평화의 문, 1988을 설계했다.
- 김종성 - 역도 체육관, 올림픽공원, 1986.
- 도쿄올림픽 주경기장에서 훈련한 김수근. 1984. 총 면적은 133,649m³, 100,000석, 직경 245×180m, 둘레 830m이다.
- 우규성 - 올림픽 선수촌, 1984.

1980년대 후반과 1990년대 초반이 되어서야 완전히 새로운 세대의 한국 건축가들이 한국 건축을 독특한 한국 방식으로 건축할 수 있는 자유와 자금을 갖게 되었다. 이는 건축가들이 유럽, 캐나다, 심지어 남미에서도 공부하고 훈련하며 우리만의 독특한 스타일 감각과 더 정교한 재료에 대한 필요성을 느낀 결과였다.
민족주의적 건축적 요소를 되살리고 다듬어야 한다는 새로운 각오가 있었다. 건물은 그들의 문화적 맥락 안에서 무엇인가를 의미해야 했다.

## 기술 인프라
나로우주센터는 대한민국의 우주정거장으로 전라남도 고흥군 간척지 495만㎡에 지어졌다. 2007년 말이나 2008년 초에 완공될 예정이었던 우주공항에서의 첫 우주항 발사는 2009년 8월에 이루어졌다.

## 미래 건축

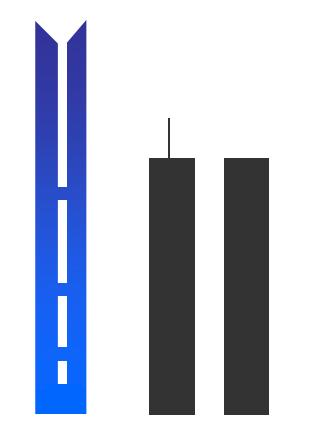
102 인천타워와 세계무역센터의 트윈타워 비교

한국에는 다음과 같은 초고층 구조가 계획되어 있다.
- 102인천타워는 13,000 에이커 (5,300 ha) 의 인천에 위치한 송도신도시라고 하는 도시개발 . 30억 달러, 613 미터 (2,011 ft) 에 건설 프로젝트는 2013년에 시작되었다.
- 부산 롯데타운타워는 지상 108 층, 510.1 미터 (1,674 ft) 부산의 광범위한 강변 개발의 일부인 초고층 빌딩. 2019년 완공 예정이었으나 자금 문제로 2013년 공사가 중단됐다.